# Antîoche - Livre I
Antîoche - Livre I è il secondo EP della band francese Peste Noire pubblicato l'8 settembre 2023.

## Tracce
1. Antîoche – 18:50

## Formazione
- Frère Famine - voce, chitarre, sintetizzatori, basso, percussioni, composizione, registrazione, missaggio
- Frère Horn - batteria, organo Hammond
- Frère Gévaudan - ghironda
- Frère Lazareth - trombe, corno
- Frère Hyver - flauto, salterio
- Frère Yurii - basso
- Frère Gena - partecipazione agli arrangiamenti di batteria